# Орнецький сільський округ (Турара Рискулова район)
Орне́цький сільський округ (каз. Өрнек ауылдық округі, рос. Орнекский сельский округ) — адміністративна одиниця у складі району Турара Рискулова Жамбильської області Казахстану. Адміністративний центр — село Орнек.
Населення — 3949 осіб (2021; 4274 у 2009, 4098 у 1999, 3994 у 1989).
Станом на 1989 рік існувала Орнецька сільська рада (села Бірлес, Жарлису, Кизилту, Орнек, Сункайти). 1997 року Орнецький сільський округ був ліквідований та приєднаний до складу до складу Акиртобинського сільського округу, однак 2001 року округ був відновлений.

## Склад
До складу округу входять такі населені пункти:
| Населений пункт                 | Старі назви | Населення, осіб (1989) | Населення, осіб (1999) | Населення, осіб (2009) | Населення, осіб (2021) |
| ------------------------------- | ----------- | ---------------------- | ---------------------- | ---------------------- | ---------------------- |
| Жарлису, село                   | -           | 994                    | 944                    | 1260                   | 932                    |
| імені Абжапара Жилкішиєва, село | -           | 641                    | 682                    | 533                    | 678                    |
| Орнек, село                     | -           | 1573                   | 1549                   | 1610                   | 1461                   |
| Салімбай Прманов, село          | Бірлес      | 657                    | 696                    | 792                    | 806                    |
| Сункайти, село                  | -           | 129                    | 227                    | 79                     | 72                     |